# 真人快打11
《真人快打11》是由NetherRealm Studios開發並由華納兄弟互動娛樂發行在Microsoft Windows、任天堂Switch、PlayStation 4和Xbox One平台上的格鬥遊戲，同時為繼2015年的《真人快打X》後，真人快打系列的第11部作品。該遊戲於2019年4月23日在北美和歐洲地區發行，而歐洲地區的任天堂Switch版則在同年的5月10日公開。

## 遊戲玩法
與其前作一樣，《真人快打11》為一款2.5D的格鬥遊戲。除了原有的終結技（Fatality）和殘忍技（Brutality）外，遊戲還打了幾個新攻擊，包括「致命打擊」（Fatal Blow）和「毀滅打擊」（Krushing Blow）。前者的機制類似於X-Ray技，可以對敵人做成大量傷害，但只能在玩家角色的生命值少於30%時才可觸發，且每場比賽只可使用一次。後者則會在滿足特定條件時使出，類似於前的殘忍技。除此之外《真人快打11》還多了一個名叫「完美格檔」（Flawless Block）的機制，允許玩家作出瞬間的防禦並反擊。
《真人快打11》有一個名叫「Gear System」的機制，其類似於NetherRealm Studios另一部作品《超級英雄：武力對決2》的同名系統，不同的是前者的「Gear System」較集中於服飾方面，且其皮膚與角色的能力互不相干，同時還保留了《真人快打X》的自定義招式表系統「Variation System」。

### 登場角色
以下會已確認會出現的角色，以粗體表示的為第一次出現在系列中的角色。
| 基本角色                                                                     | 基本角色                                                                  | 基本角色                                                 | 基本角色                                       | 基本角色                              | 預購特典或額外購買 | 戰鬥包1                              | 餘波          | 戰鬥包2       |
| ---------------------------------------------------------------------------- | ------------------------------------------------------------------------- | -------------------------------------------------------- | ---------------------------------------------- | ------------------------------------- | ------------------ | ------------------------------------ | ------------- | ------------- |
| - 巴拉卡 - 卡茜·凱奇 - 塞特里昂（Cetrion） - 迪弗菈（D'Vorah） - 艾倫·布萊克 | - 冰霜 - 傑拉斯（Geras） - 傑琪·布瑞格斯（Jacqui Briggs） - 翡翠 - 賈克斯 | - 強尼·凱吉 - 收集者（Kollector） - 卡巴 - 加納 - 凱塔娜 | - 科塔尔·可汗 - 空佬 - 劉康 - 努·賽伯特 - 雷電 | - 魔蠍 - 緋紅 - 刀鋒索尼婭 - 絕對零度 | - 紹康             | - 尚宗 - 夜狼 - 終結者T800 - 辛黛爾 - 小丑 | - 席瓦 - 風神 | - 雨 - 梅蓮娜 |

首先被公開的角色為一眾老面孔——巴拉卡、雷電、魔蠍、桑雅·布萊德和絕對零度，一同出現在預告片內的緋紅為繼2011年的重啟版後再度出現。遊戲有多個新角色，包括有控制時間流動能力和可使出以沙子為基調的攻擊的「傑拉斯」（Geras）、傑拉斯一樣能夠操縱時間流動的不可玩頭目「克蘿莉卡」（Kronika），這也是系列中的首個女性頭目、辛諾克的妹妹及克蘿莉卡的女兒，能控制四個元素的古神「塞特里昂」（Cetrion），以及外部世界僕人，有著四條手臂的珠寶收藏家「收集者」（Kollector）。每一個角色都有各自的服飾和武器，玩家可以透過自定義系統切換它們。

## 開發
《真人快打11》由NetherRealm Studios開發並由華納兄弟互動娛樂發行，兩者同樣在系列的前作《真人快打X》擔當同樣角色。遊戲正在開發的消息在2018年遊戲大獎上被系列的開創者埃德·波恩首次提到，當時還公開了一個內容為暗黑雷電和魔蠍正在對打的預告片。影片內有由21 Savage演出的主題曲《永生不朽》（Immortal），但真人快打系列的粉絲大多對該曲持反對意見。大多評論家認為雖然21 Savage的音樂風格有突出到預告片的血腥，不過大部分表示該歌的音調並不符合預告片的主題，還因此有許多玩家另外製作一部影片以取代之。
在預告片發佈後，派翠克·塞茨表示已有人接替其配音工作，他自《真人快打大戰DC宇宙》便一直為魔蠍獻聲，此次是11年來其首次沒被開發商選中。隔月在前作聲演劍士、三色機器人（Triborg）和戈洛的維克·趙亦指包括他在內，大部份《真人快打X》的配音員都不會重返《真人快打11》。而在前兩作為吉塔娜和美蓮娜配音的凱倫·史特拉斯曼則表示她不會再為該兩個角色獻聲，並指遊戲的政治內容影響了這次選角。
在遊戲發佈前一個月的3月22日，NetherRealm Studios在C2E2上公佈田川洋行會繼1995年的《魔宮帝國》和2013年的《真人快打：遺產》第二季後，再次飾演尚宗。開發公司亦在3月15至17日為《真人快打11》進行開放給玩家的線上壓力測試。另外，PS4和Xbox One的預付玩家也在同年3月27日和4月1月進行非公開的試測。

## 發行
《真人快打11》在2019年4月23日於Microsoft Windows、任天堂Switch、PlayStation 4和Xbox One平台上發行。在遊戲公開發售前，已經預付的玩家會得到額外角色紹康，其也是繼2011年的重啟版後重返，而同樣自重啟作後重返遊戲的第二個DLC角色尚宗則在C2E2上被公開。
2019年1月17日，NetherRealm Studios在洛杉磯和倫敦為《真人快打11》作宣傳，期間有多個活動，例如與桑雅·布萊德的配音員龍達·魯西的視像訪問。
遊戲在後續更新推出了新額外下載內容，戰鬥包1（Kombat Pack 1）中新增6名角色，戰鬥包2（Kombat Pack 2）新增3名。遊戲同時也推出了餘波（Aftermath）組合包，延續了遊戲的主線劇情並新增3名角色。

## 相關事物
在2019年的美國國際玩具展覽會上，麥法蘭玩具宣佈他們會製作一系列關於真人快打系列角色的模型，以為《真人快打11》作推廣。

## 評價
| 汇总媒体   | 得分                                           |
| ---------- | ---------------------------------------------- |
| Metacritic | PS4：83/100 PC：83/100 NS：79/100 XONE：87/100 |

| 媒体          | 得分   |
| ------------- | ------ |
| Destructoid   | 7/10   |
| GamesRadar+   | [ 43 ] |
| GameSpot      | 8/10   |
| IGN           | 9/10   |
| Jeuxvideo.com | 18/20  |

《真人快打11》在發布後收到的大多是正面的評價，在Metacritic上，其PS4版獲得83/100分，Xbox One版為89/100分 ，而PC版和NS版版則分別為83/100分和79/100分，四者皆屬「大致正面評價」。
IGN的米切爾·薩爾茲曼（Mitchell Saltzman）給予《真人快打11》9/10分，他讚揚遊戲與系列前幾作相比有著節奏較慢的打鬥、更全面的教程、故事模式和經改進的編碼，但他亦痛批該作有著過於枯燥的進程（時間塔），同時其定制解鎖系統更是一種「令人沮喪的骯髒花招」。GameSpot的愛德蒙·陳（Edmond Tran）打出8/10分，他與前者的意見大致相同，都是讚賞《真人快打11》的打鬥和教程，同是也新增了許多有趣的角色，而批評的地方亦同樣是時間塔的體驗和定制的服飾。
《真人快打11》後，部分玩家對遊戲內容感到反感，其中一個便是賈克斯的結局，他利用其新獲得的時間操縱能力恢復了奴隸制，即使其本身是一位黑人。而對女性角色的除性徵亦是一個被批評的地方。

### 銷售
《真人快打11》在PlayStation Store的四月下載榜上分別獲的北美冠軍與歐洲殿軍。而遊戲從發售開始蟬聯英國的遊戲實體銷售亞軍三週。